# Брант (герб)
Брант (пол. Brant) — шляхетський герб поморського походження.

## Опис герба
У синьому (темноблакитному) полі смолоскип з чорною ручкою і червоним вогнем у перев'яз вправо.
У клейноді три страусові пера. Намет темноблакитний, підбитий чорним.
Існує версія з різнобарвними трьома перами: червоним, блакитним і золотим (жовтим).

## Найбільш ранні згадки
Ні Папроцький, ні Окольський не згадували про цей герб, але його можна побачити на різних надгробках у Пруссії.
Несецький натомість, не знав звідки взявся герб, коли і кому він був наданий уперше.
Цілком очевидно, що цей герб використовувався з давніх часів; рід Брантів походив з Помор'я. З них Єнджей і Кшиштоф голосували на виборах короля Яна Казимира. Станіслав одружився з Єфрозиною Бистрем, дочкою судді Тчева, Кшиштофа Бистрема. Конопацц-Брант — бабуся Адріана Кітновського, окружного судді Померанії. Хоча рукописи прусських сімей підтверджують, що це все один і той самий рід, залишаються сумніви, що деякі з них використовували різновиди родового герба.

## Роди
Бранські (Brański), Бранти (Brant), Бранцевичі (Brancewicz), Сарновські (Sarnowski).